# 나가노역
나가노역(일본어: 長野駅)은 일본 나가노현 나가노시에 위치한 동일본 여객철도, 일본 화물철도, 나가노 전기철도 소속 철도역이며, 호쿠리쿠 신칸센의 정차역이다.
나가노 현의 현청소재지인 나가노 시의 중심 철도역이며, 나가노 현 내의 최대 규모를 자랑하는 터미널 역사이다.

## 개요
동일본 여객철도의 호쿠리쿠 신칸센과 JR동일본 · JR화물의 신에쓰본선, 나가노 전철의 나가노 선이 노선 연장하고 있다.
2015년 3월 14일 호쿠리쿠 신칸센이 가나자와까지 연장개통되면서 나가노 신칸센이라는 이름 대신 호쿠리쿠 신칸센(나가노 경유)라는 이름을 대신 사용하고 있다.
한편, 동일본 여객철도의 재래선에 대해서는 신에쓰 본선과, 도요노역을 기점으로 하는 이이야마 선, 시노노이를 종점으로 하는 시노노이 선을 비롯 하여 시나노 철도의 시나노 철도선의 열차도 노선 연장하고 있어 합계 4개의 열차가 발착하고 있다.
또한, 신에쓰 본선의 운전 계통은 원칙으로서 당역에서 나뉘고 있기 때문에, 신에쓰 본선 시노노이 방면을 달리는 열차의 대부분은 시노노이 선 또는 시나노 철도선의 비중이 많다.

## 역사 구조

### 동일본 여객철도
총 5면 9선의 플랫폼이며, 재래선 홈은 서쪽 3면 5선, 신칸센 홈은 동쪽 2면 4선이다.
신에쓰 본선은 당역을 경계로 운전 계통이 나뉘고 있기 때문에, 마쓰모토 · 가루이자와 방면에서 나오에쓰 방면으로
승차하는 경우는 환승이 된다
전홈 마다 다른 발차 멜로디가 사용되고 있다.2006년 2월 28일까지는 전 플랫폼 같은 곡이 사용되고 있었지만, 변경되었다. 나가노 지사 첫 디치크제 멜로디 채용역이다. 다만, 4 번선으로부터 발차하는 이이야마 선열차 가운데, 원맨 열차에 대해서는 발차 멜로디를 취급하지 않는다.
옛날에는 고전적인 불각 역사가 유명했지만, 신칸센 개업과 동시에 증축되었다. 면적도 신칸센 역이 약 1900제곱미터, 재래선 역은 약 1600 제곱미터로 구 역사의 약 2.5배가 되었다.
그러나, 일부 시민이나 현 외의 나가노 시 출신자의 사이 에서는 불각 형태의 역사 복원을 바라는 소리도 있어, 2007년 11월과 12월에는 연달아, 시민이나 시 출신자로 만드는 그룹 「JR 나가노 역사 복원을 바라는 모임이, JR 동일본 나가노 지사와 나가노 시에 대해, 불각 형태 역사에 되돌리는 것을 요구하는 서명과 청원서를 제출했다. 이것에 대해, JR 동일본과 나가노 시 모두 명확한 태도는 나타내 보이지 않았었다. 그러나, 2009년 7월 14일에, 나가노 상공회의소의 한 회원이 나가노 지사를 방문해 나가노역을 몬젠쵸다운 역사로 하면 좋겠다고 하는 요망서를 JR 동일본에 제출했다. 이것에 대해 JR측은, 관계자의 의견등을 물으면서, 역사 개축을 검토하는 취지의 회답을 했다.

### 동일본 여객철도 나가노 역 승강장
| 2 · 5 · 6 · 7 | ■ 기타시나노 선   |  | 도요노 · 구로히메 · 나오에쓰 방면                  |
|               | ■ 시노노이 선     |  | 시노노이 · 마쓰모토 · 나고야 방면                  |
|               | ■ 시나노 철도선   |  | 시노노이 · 우에다 · 고모로 방면                    |
| 3             | ■ 시노노이 선     |  | 시노노이 · 마쓰모토 · 나고야 방면                  |
|               | ■ 시나노 철도선   |  | 시노노이 · 우에다 · 고모로 방면                    |
| 4             | ■ 이이야마 선     |  | 도요노 · 이야마 · 도오카마치 · 에치코가와구치 방면 |
| 6             | ■ 특급 '시나노'   |  | 마쓰모토 · 기소후쿠시마 · 나고야 · 오사카 방면     |
| 11 · 12       | ■ 호쿠리쿠 신칸센 |  | 이토이가와 · 도야마 · 가나자와 · 쓰루가 방면       |
| 13 · 14       | ■ 호쿠리쿠 신칸센 |  | 다카사키 · 오미야 · 도쿄 방면                      |

### 나가노 철도
나가노 전철의 역은 JR 동일본 나가노 역 젠코지 측 입구 지하에 위치해 있으며, 역의 밖으로부터의 도보로 이용되고 있다.
동쪽 출입구와는 연결 통로가 설치되어 있다. 도큐백화점 나가노 점, MIdori 쇼핑몰과 지하에서 연결 통로로 이용하고 있다. 이전에는 호텔 선루트 나가노와도 직결하고 있었다.
중앙 광장은 지하 1층에 위치해 있으며, 개찰구와, 자동 매표기 4대, 그 외에는 역무원실과, 숙직실, 역장실이 있다. 근처에는 여행 센터가 있으며,
복권이나 정기권, 회수권 등을 구입할 수 있다.
또한 2007년에는 자동 심실제세동기 AED가 설치되어 있다.
승강장은 지하 2층에 위치해있으며, 2면 3선의 섬식 승강장이다.

### 나가노 철도 승강장
| 1 | ■ 나가노 선 |  | 스자카 · 오부세 · 신슈나카노 · 유다나카 방면 | 2번선 하차 홈 · 주로 각 역에 정차 |
| 2 | ■ 나가노 선 |  | 스자카 · 오부세 · 신슈나카노 · 유다나카 방면 | 주로 특급                         |
| 3 | ■ 나가노 선 |  | 스자카 · 오부세 · 신슈나카노 · 유다나카 방면 | 주로 각 역에 정차                 |

## 이용 현황
- JR 동일본 하루 평균승차인원
  - 2005년 - 21,894명
  - 2006년 - 21,662명
  - 2007년 - 21,637명
  - 2008년 - 21,693명
  - 2009년 - 21,488명
  - 2010년 - 20,960명

- JR 화물
  - 2005년도 발송화물은 1,664톤, 도착화물의 경우 17,402톤
  - 2006년도 발송화물은 1,424톤, 도착화물의 경우 15,105톤

- 나가노 전기철도
  - 2005년도 통계 - 전체 승차인원 1,986,920명, 하차 인원 1,966,913명
  - 2006년도 통계 - 전체 승차인원 1,954,270명, 하차 인원 1,929,960명

## 역세권

### 관광 시설
- 젠코지
- 사이코지

### 공공 · 언론
- 나가노 현청
- 나가노 시청
- 젠코지 하쿠바 전철 본사
- 나가노 역 앞 우체국
- 시나노 매일신문 본사
- NHK 나가노 방송국
- 신에쓰 방송 본사
- 나가노 방송 본사
- TV 신슈 본사
- 나가노 아사히 방송 본사

### 쇼핑 · 상점가 · 문화시설
- 나가노 도큐백화점
- My-Town-C-one 나가노
- 쇼핑플라자 어게인
- 나가노 현민 문화회관
- 현립 나가노 도서관

### 호텔 · 학문기관 · 병원 · 그 외 시설
- 호텔 선루트 나가노
- 호텔 메트로폴리탄 나가노
- 나가노 버스터미널
- 나가노 적십자 병원
- 신슈 대학 교육 학부

## 인접 정차역
| 동일본 여객철도 호쿠리쿠 신칸센 | 동일본 여객철도 호쿠리쿠 신칸센 | 동일본 여객철도 호쿠리쿠 신칸센 |
| ------------------------------- | ------------------------------- | ------------------------------- |
| 우에다 다카사키 방면            | ■ 호쿠리쿠 신칸센               | 이야마 가나자와 방면            |
| 시나노 철도 ■ 기타시나노 선     |                                 |                                 |
| 시·종착역                       | 보통                            | 기타나가노 묘코코겐 방면        |
| 동일본 여객철도 신에쓰 본선     |                                 |                                 |
| 아모리 다카사키 방면            | ■ 신에쓰 본선                   | 시·종착역                       |
| 나가노 전기철도 나가노 선       |                                 |                                 |
| 시·종착역                       | ■ 나가노 선                     | 시청 앞 유다나카 방면           |